# Onthophagus hyalcyon
Onthophagus hyalcyon är en skalbaggsart som beskrevs av Claudia Palestrini och Giacone 1989. Onthophagus hyalcyon ingår i släktet Onthophagus och familjen bladhorningar. Inga underarter finns listade i Catalogue of Life.